# Церковний суд
Церковний суд — орган здійснення правосуддя у справах, що належать до відання церкви (релігійної організації), а також процесуальна діяльність такого органу. Церковні суди, так звані суди Христа або духовні суди, були одними з головних судів, які мали владу вирішувати в основному духовні та релігійні справи. Церковний суд є важливим елементом церковної організації. Значною є роль церковного суду в релігійних правових системах (наприклад, суду шаріату в мусульманському праві). Обсяг юрисдикції церковного суду змінювався в процесі історичного розвитку суспільства і багато в чому залежав (і залежить зараз) від взаємовідносин церкви зі світською владою конкретної держави.
Церковні суди вирішували суперечки всередині церковних інституцій, а на соціальному рівні виконували функції сучасних цивільних, кримінальних та адміністративних судів, особливо там, де світської юрисдикції не існувало або фактично не могло діяти.
У середні віки папи встановили особливий вид церковних судів, безпосередньо їм підпорядкованих. Так виникли трибунали інквізиції. У Середні віки в багатьох Європейських країнах ці суди мали більш широку владу перед тим, як з'явилися державні установи. Суди мали повноваження тлумачити канонічне право, основою якого було Corpus Juris Civilis Юстиніана, який вважався джерелом  цивільного права.
За прикладом церковних інституцій у Європі розвивалася світська судова система під державною владою. Внаслідок цього юрисдикція церковних судів була значно обмежена. Запровадження принципу відокремлення церкви від держави звузило сферу дії церковного права до внутрішніх суперечок у релігійній установі. Виконання рішень церковних судів значно обмежувалося санкціями, які могла застосовуватися церквою (відлучення, позбавлення церковних посад і титулів тощо). У ХХ столітті була проведена реформа канонічного права, яка сформувала сучасні принципи функціонування церковних судів.

## Католицькі церковні суди
Судочинство в католицьких церквах, у Західній церкві (Латинська церква), керувалося Кодексом канонічного права, а у Східній католицькій церкві (Візантійській, Українській, Маронській, Мальській та інших) — Збіркою канонів Східної церкви.  Кожна система канонічного права пережила великі зміни у кінці ХХ століття, в результаті чого з'явився у 1983 році новий кодекс Латинскої церкви та перша збірка Східного Кодексу у 1990 році.

### Суди першої інстанції
Справи зазвичай велись у судах тих чи інших церквах (тобто у діоцесах чи єпархіях) сторонами цієї справи. Це судочинство у канонічному праві мало назву судів першої інстанції. Єпископ представляв судову владу своєї церкви. Однак, так як він мав багато інших зобов'язань, більшість справ вели судді, яких він призначав. Їх очолював священник, відомий як судовий вікарій або чиновник.
Один суддя зазвичай міг врегулювати суперечки і кримінальні справи. Однак, склад як мінімум з трьох суддів повинен вести справи, що включають в себе відлучення від церкви, звільнення церковників, анулювання шлюбу або посвячення в сан. Єпископ міг призначати п'ять суддів на справу, яка була складною або важливою. В іншому випадку судовий вікарій призначав суддів, і, у тих справах, в яких вимагалося наявність трьох або більше суддів, проводив засідання або призначав одного з своїх помічників, якщо у нього були такі. Судовий вікарій і помічник судового вікарія повинні були бути священиком і мати докторський ступінь або принаймні ліцензію в канонічному праві. Іншим суддям потрібно було бути лише церковниками з ліцензією, але конфесія єпископів могла дозволяти світським людям з такою ж академічною підготовкою бути суддями в суді присяжних.
Також були й інші члени суду. Пропагандист юстиції, наприклад, — це юрист в канонічному праві, робота якого полягала в представленні єпархії як прокуратури у кримінальних справах. Також він міг втручатися у спірні справи, якщо вони стосувалися «суспільного блага», діючи як спостерігач за людьми в провінціях. Інший важливий службовець — захисник облігацій. У судах також були нотаріуси, які були очевидцями і записували свідчення свідків. Сторони у справах мали право на адвоката, який захищав їх у суді. Якщо людина не могла дозволити собі адвоката, то суд міг самостійно призначати безкоштовно одного з них.
Засноване на все тому ж Римському цивільному праві, яке значно відставало від європейського права, судочинство у канонічних судах було більш подібне до інквізиції.
Деякі справи не могли бути представлені на єпархіальному рівні:
- справи проти самої єпархії або інституту, який представляє єпископ.
- справи проти очільників релігійних орденів, справи проти єпархіальних або церковних інститутів, які підпорядковуються Святому Престолу, та інші не-кримінальні справи проти єпископів
- будь-яка справа де кардинал, патріарх Східного обряду, папський легат або глави держави є відповідачем, та будь-яка кримінальна справа, яка залучає єпископа.

#### Апеляційні суди
Апеляційне судочинство відоме як судочинство другої інстанції. Зазвичай воно ведеться митрополитом. У разі, коли звернення надходить метрополиту у вигляді рішення суду першої інстанції, апеляція береться на розгляд судом, якщо митрополит отримає схвалення Святого Престолу, зазвичай іншим митрополитом, таким чином гарантуючи, що апеляційна скарга ніколи не буде розглянута однією і тією самою єпархією. Наприклад, справа у єпархії Спрінгфілда, Массачусетс, була б оскаржена у суді Архієпархії Бостона, але справа, що відбулась у Архієпархії Бостона буде оскаржена в Архієпархії Нью-Йорку, за згодою архієпископів Нью-Йорку та Бостону.
Якщо суд першої інстанції та суд другої інстанції винесуть однаковий вирок, то справа набуває статусу без подальшого оскарження, за винятком справ, що стосуються особистого статусу. Якщо людина не згодна з вироком, то справа може буде передана до Римської Роти, яка в цьому разі виступає як суд третьої інстанції. Суд Роти складався з п'ятдесяти суддів, яких називали аудиторами, що вирішували справи у складі трьох осіб. Вони служили як кінцева інстанція по більшості справ.
Рішення Папи, що виносились персонально, не можуть бути оскарженні іншими судами.

##### Інші суди
Римська Курія складалася з двох суддів, які вирішували спеціалізовані справи або ті, які не мали нічого спільного з іншими справами. Першим судом є Апостольська Сигнатура, яка складалася з п'яти кардиналів. Вони служили як Вищий суд Римської Католицької Церкви.
Зазвичай справи рідко потрапляють до Сигнатури, виключення з'являються, коли палата подає апеляцію Папі та він призначає їм справу, або якщо Папа за власної ініціативи бере справу та вирішує її. В своїй більшості, суди вирішують справи стосовно використання адміністративної влади, включаючи кримінальні справи, які вирішені з застосуванням виконавчої замість судової влади, яка й вирішує саме ці справи. Вони також вирішують спори між дікастеріями та іншими судами, що підлягають їх юрисдикції.
Як правило, не існує права на оскарження рішення Апостольської Сигнатури. Однак, священнослужителі та світські люди рідко коли переконували Папу вислухати їх справи. Іншим судом була Апостольська Пенітенціарія. Він не мав влади на так званих «зовнішніх форумах», що означали випадки та події, які були загальновідомими. А мали владу лише з питання «внутрішнього форуму», який включав цілком конфіденційні та таємні справи, включаючи (але не обмежуючись) те, що визнається в Таїнстві покаяння. Це, перш за все, стосується випадків, що виникають лише в межах конфесійного характеру і які за своїм характером є приватними, конфіденційними або таємними фактами. Такі справи перед судом починаються з сповіді перед священиком, який записує всі необхідні факти справи. Конфіденційність людини та її священика є обов'язковою умовою, щоб зберігати секретність.
Суд, який знаходиться під керівництвом кардинала Великої виправної колонії, діє від імені Папи Римського, відповідає за сповідника і наділяє його правом накласти епітимію та штраф. Наприклад, акт зневаги до Святого причастя викликає автоматичне відлучення від церкви людини, яка так вчинила  (відлучення відбувається з моменту вчинення дії, яку жоден суд не може взагалі віддавати). Владу до цього відлучення має сам Папа Римський. Тоді ця людина повинна звернутися до священика своєї конфесії, покаятись та обґрунтувати свої дії та факт того, що він діяв таємно. Сповідник у письмовому звернені до суду, викладає основні факти справи, залишаючи особу людини в таємниці. Суд більш ймовірно уповноважить священика правом відлучити її від церкви та використати можливість зняти відлучення та призначити якийсь окремий акт покаяння людини.

## Англіканські церковні суди
В Англіканській церкві церковні суди організовані аналогічно католицьким судам. Главою англіканської церкви є король Великої Британії, який здійснює титульний нагляд за церковними судами.
Англійська церква складається з системи церковних судів, яку очолює Корона, що має титул Вищого правителя Церкви Англії. Суди володіють юрисдикцією стосовно питань, що стосуються прав і обов'язків членів церкви, що тепер обмежуються спорами у галузі церковного майна і церковного дисциплінарного провадження. В Англії ці суди, на відміну від судів загального права, засновані і працюють за цивільно — процесуальним правом та канонічним правом, які є основою судової практики.
Церковні суди раніше мали право відання у відношенні особистого майна померлих, аби надати заповіт. Ці повноваження церковні суди передали у 1857 році судовим законом про спадок.
Юрисдикція окремих церковних судів поділяється територіально і залежить від характеру справи. На найнижчому рівні питання, що не стосуються віровчення, вирішує Архідияконський суд, який встановлює місцевого архідиякона.
Наступною ланкою у системі судів є архієпископський суд, який в Кантербері називався Вищим судом, а в Йорку — Канцелярським судом. Кожен суд складається з п'яти суддів, а один з них є спільним для обох судів. Спільного суддю називають Вищім патріархом в Кантербері та Аудитором в Йорку. Він або вона призначається спільно обома архієпископами за схваленням Корони, і повинні або провести десять років у Вищому кваліфікаційну суді відповідно до закону  «Про суди і юридичні послуги» 1990 року, розділ 71 або займати високі судові посади. Два члени кожного з судів повинні бути священнослужителями, що призначені Пролокутором Нижньої палати провінційного скликання. Ще два члена кожного суду призначаються головою Палати мирян Генерального Синоду. Вони повинні володіти юридичною кваліфікацією за вимогою Лорда-канцлера Великої Британії.
Коли справа стосується церковної доктрини, церемонії або ритуалу, вище згадані суди не мають юрисдикції по таких справах. Натомість, їх розглядає Суд Захисту Церковних Справ. Він складається з трьох єпархіальних священнослужителів та двох суддів. Суд володіє юрисдикцією щодо обох провінцій Кентербері і Йорку. Але такий суд зустрічається дуже рідко.
Апеляція від Архиєпископського суду та Канцелярського суду (по не доктринних справах) надходить до Королівської Ради. На практиці, справа вислуховується Судовим Комітетом Таємної Ради, яка включає в свій склад діючих та колишніх Лордів Канцелярії, також велику кількість Лордів Апеляції та інших вищих юридичних чиновників. Королівська Рада не має влади у доктринальних справах від Суду Захисту Церковних Справ. Ці справи натомість направляються до спеціальних Оглядових комісій, що складаються з двох архієпископів та трьох Лордів Апеляції (які також є членами Судівського комітету).